# Domy przy pl. Wolności 6-8 w Bystrzycy Kłodzkiej
Domy przy pl. Wolności 6-8 w Bystrzycy Kłodzkiej – zabytkowe budynki w mieście Bystrzyca Kłodzka.
Trzy dwupiętrowe dom mieszkalny wybudowany w zarysie prostokąta w XVII w., przebudowane w XVII, XIX w.

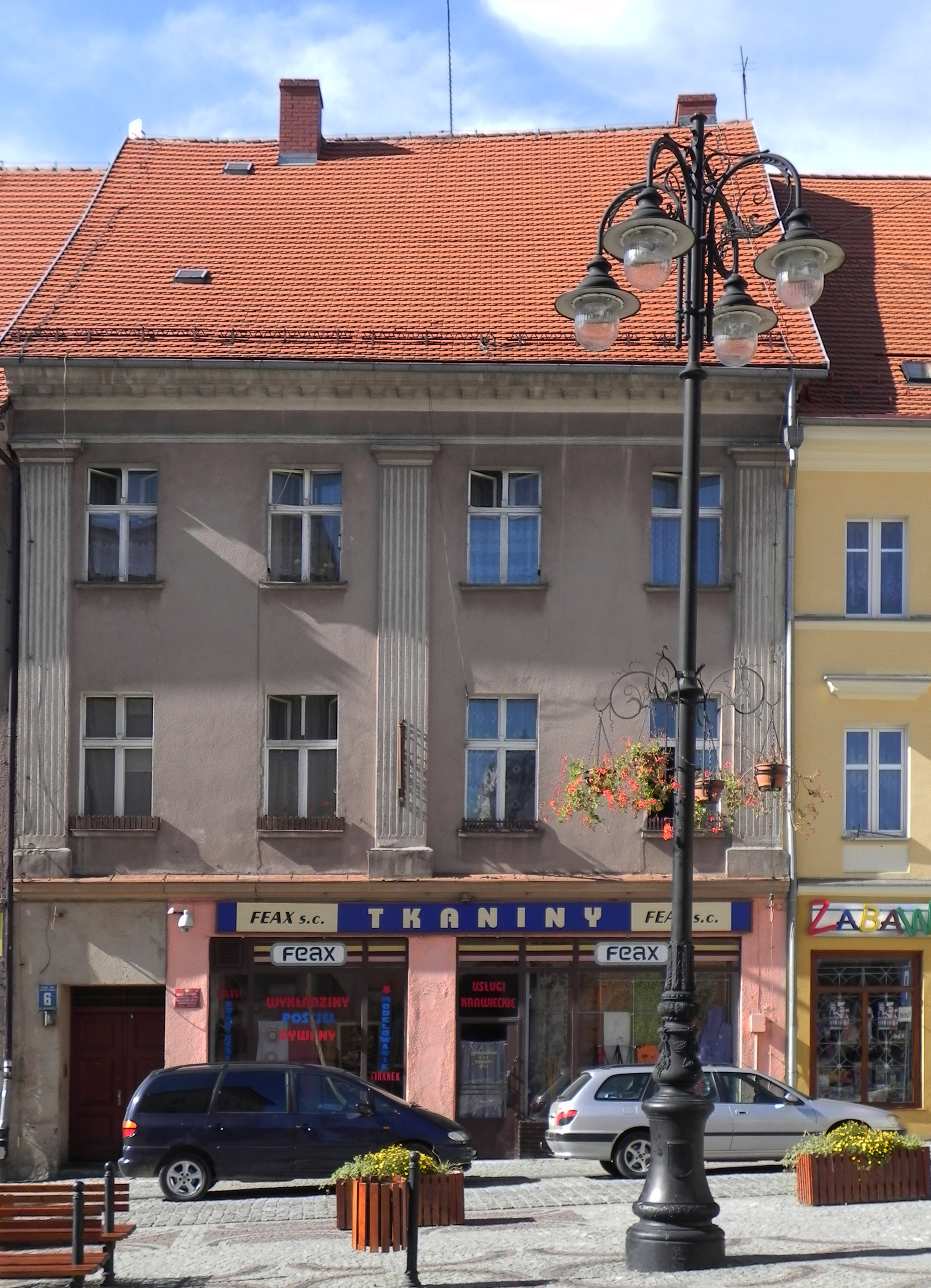
Pl. Wolności 6
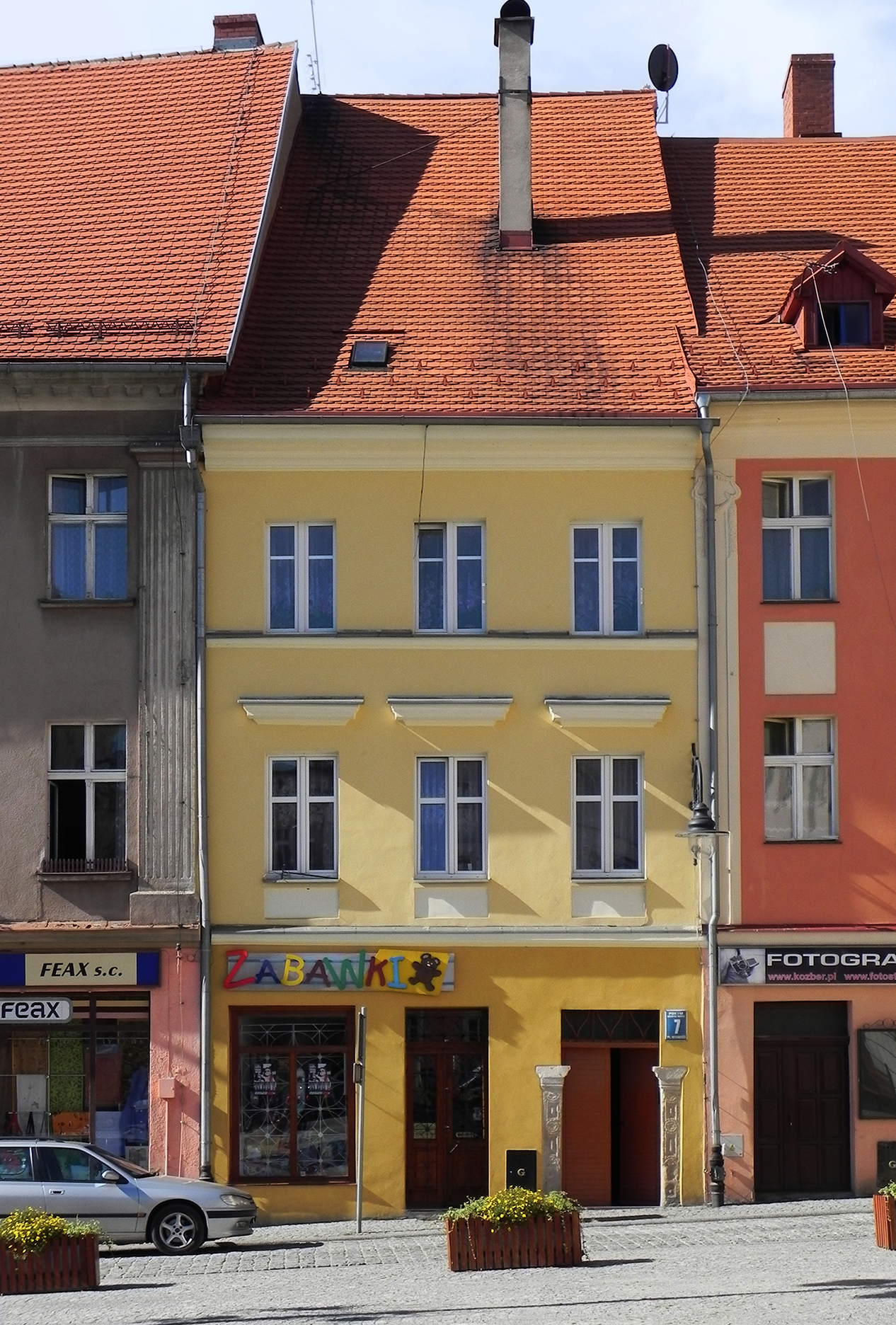
Pl. Wolności 7
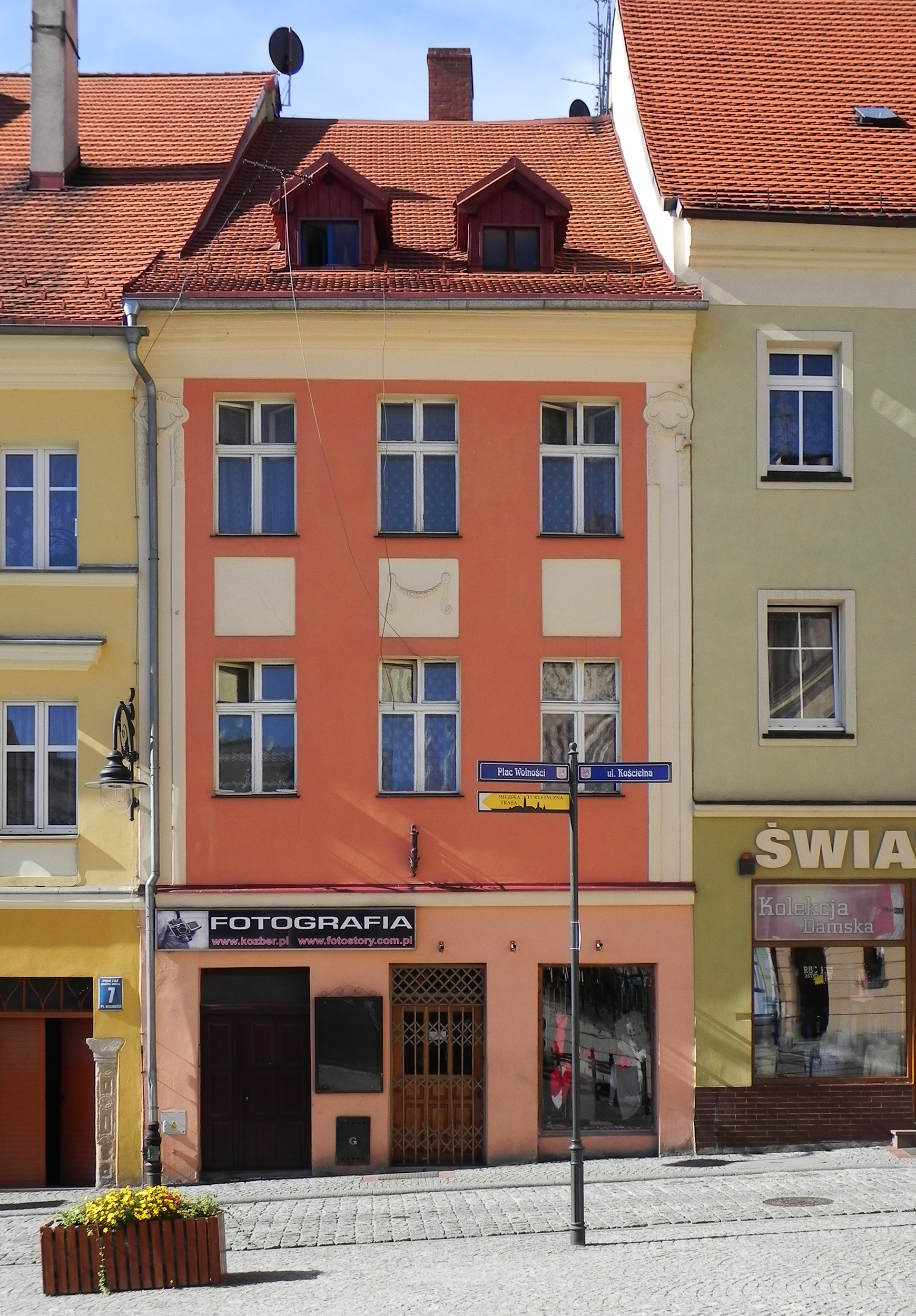
Pl. Wolności 8